# 污點證人
污點證人是一種法律協商制度，也稱證人免責協商。為檢方藉由與犯罪嫌疑人中罪行較輕者協商減刑，換取犯罪嫌疑人作證，以利偵辦案件之制度。

## 定義
污點證人必須認罪，且需經過檢察官同意始能轉為污點證人。

## 各國制度

### 中華民國
根據中華民國法律，「證人保護法」第十四條第一項，滿足以下四項條件之情況下，犯罪嫌疑人可轉為污點證人換取減刑。
1. 證人本人便是證人保護法第二條所列刑事案件的被告或者犯罪嫌疑人。
2. 須於檢察官偵查中供述與該案案情有重要關係之待證事項或其他共犯之犯罪事證。
3. 因而使檢察官得以追訴其他共犯者。
4. 須經過檢察官事先同意。

其中若犯罪嫌疑人非第二條案件之共犯，並於偵查中供出犯罪的前手、後手或相關犯罪之網絡，因而使檢察官查出第二條案件之被告者，檢察官可以直接給予不起訴處分。

### 中華人民共和國
中華人民共和國並沒有污點證人制度，僅有類似的犯罪嫌疑人戴罪立功行為，其根據為中華人民共和國最高人民法院於《關於處理自首和立功具體應用法律若干問題的解釋》中之解釋。